# Love Drunk
Albums
Boys Like Girls
(2006)
Love Drunk est le second album du groupe Boys Like Girls sorti le 8 septembre 2009.

## Titre des pistes
1. Heart Heart Heartbreak - 3:24
2. Love Drunk - 3:46
3. She's Got a Boyfriend Now - 4:05
4. Two Is Better Than One (avec Taylor Swift) - 4:02
5. Contagious - 3:20
6. Real Thing - 3:22
7. Someone Like You - 4:01
8. The Shot Heard 'Round The World - 3:27
9. The First One - 4:01
10. Chemicals Collide - 3:31
11. Go - 6:09

Pistes bonus étant incluses dans la version deluxe de Love Drunk, exclusivement sur iTunes
1. "Love Drunk" (acoustique)
2. "Heart Heart Heartbreak" (acoustique)
3. "Love Drunk" (version remixée par Mark Hoppus)
4. Making of "Love Drunk" (Vidéo étant disponible qu'en pré-vente de l'album)